# 花市教堂
花市教堂是美以美会差会在北京崇文门外西花市大街创设的一座教堂。1905年，该会传教士厚巴德（W. T. Hobart）在此创设福音堂，美式风格，为美以美会在北京城内的8座教堂之一。1939年，美国的美以美会、美普会和监理会合并成立卫理公会，该堂随之改称卫理公会花市福音堂。1950年代花市教堂关闭，改为仓库、民居和台球厅。2004年11月中下旬，花市教堂被拆除。